# Yves Bissouma
Yves Bissouma (Issia, Costa de Marfil, 30 de agosto de 1996) es un futbolista marfileño-maliense. Su posición es la de centrocampista y su club es el Tottenham Hotspur de la Premier League de Inglaterra.

## Trayectoria

### Primeros años
Nacido en Issia, Costa de Marfil, Bissouma fue formado en la academia Majestic Centre en Abiyán, una academia asociada con la Academia Jean-Marc Guillou en Bamako, Malí. A los 13 años, fue reclutado para la academia en Malí, entrenó allí durante 5 años, donde jugó con Adama Noss Traoré. A los 18 años, se unió al AS Real Bamako.

### Lille
Llamó la atención de los ojeadores franceses en el Campeonato Africano de Naciones en febrero de 2016. El 7 de julio de 2016, cuatro meses después de haber llegado al Lille O. S. C. procedente del A. S. Real Bamako, Bissouma firmó su primer contrato profesional con el club, con una duración de tres años.

### Brighton & Hove Albion
El 17 de julio del 2018, Bissouma fue transferido al Brighton & Hove Albion F. C. por un contrato de 5 años, hizo su debut entrando de suplente al minuto 60' por Pascal Groß en el primer partido de la temporada 2018-19 de su club, en la derrota por 2-0 ante el Watford. Hizo su primer gol en su debut en la FA Cup en la victoria 1-3 ante el Bournemouth.
Marco su primer gol en Premier League en el ultimo partido de la temporada 2019-20 en la victoria 1-2 sobre el Burnley. En la temporada 2020-21 recibió una tarjeta roja tras una golpear a Jamal Lewis en la cara, marco su primer gol en la temporada en la derrota por 4-2 ante el Everton. El 23 de enero de 2021, en la cuarta ronda de la FA Cup marco un gol de 27 metros al Blackpool en la victoria 2-1.
El 21 de agosto, en el segundo partido de la temporada 2021-22 hizo su primero asistencia en premier league a Neal Maupay en una victoria de local por 2-0 sobre el Watford F. C.; marco su primer gol de la temporada poniendo adelante a su club ante el Tottenham Hotspur F. C. ante la eventual derrota por 3-1 en la cuarta ronda de la FA Cup. En abril, fue suspendido tras recibir 10 tarjetas amarillas. Al regresar de la suspensión, Bissouma anotó un gol de 18 metros en la victoria por 3-0 sobre los Wolves, lo que llevó la cuenta de puntos de Brighton a 44, rompiendo su récord de 41 en Premier League. Una semana después, Bissouma jugó todo el partido en la victoria en casa por 4-0 contra el Manchester United F. C., la mayor goleada del Brighton en la máxima categoría.

### Tottenham Hotspur
El 17 de junio de 2022 el Tottenham Hotspur F. C. anunció su fichaje para las siguientes cuatro temporadas.

## Selección nacional
Bissouma nacio en Costa de Marfil, sin embargo a los 13 años se mudo a Malí con su familia para seguir su carrera futbolística, participo en el Campeonato Africano de Naciones 2016 junto a Malí; en la semifinal contra Costa de Marfil, entro al minuto 76' anotando el 1-0 al minuto 89', clasificando a Malí la primera final de su historia. Sin embargo perderían contra la República Democrática del Congo.
Bissouma fue incluido en la lista de convocados para jugar la Copa Africana de Naciones 2021 celebrada en Camerún, hizo su aparición en el controversial partido contra Túnez sustituyendo a Adama Noss Traoré, se clasificaron para los octavos de final donde serían eliminados por penales ante Guinea Ecuatorial.

### Participaciones en Copas de África
| Copa                           | Sede            | Resultado        | Partidos | Goles |
| ------------------------------ | --------------- | ---------------- | -------- | ----- |
| Copa Africana de Naciones 2017 | Gabón           | Fase de grupos   | 3        | 1     |
| Copa Africana de Naciones 2021 | Camerún         | Octavos de final | 4        | 0     |
| Copa Africana de Naciones 2023 | Costa de Marfil | Cuartos de final | 4        | 0     |

## Estadísticas

### Clubes
Actualizado al último partido jugado el 25 de mayo de 2025.
| Club | Div.          | Temporada     | Liga  | Liga  | Copas nacionales(1) | Copas nacionales(1) | Copas internacionales | Copas internacionales | Total | Total | Media goleadora(2) |
| Club | Div.          | Temporada     | Part. | Goles | Part.               | Goles               | Part.                 | Goles                 | Part. | Goles | Media goleadora(2) |
| --- | ------------- | ------------- | ----- | ----- | ------------------- | ------------------- | --------------------- | --------------------- | ----- | ----- | ------------------ |
| Lille O. S. C. Francia | 1.ª           | 2016-17       | 23    | 1     | 3                   | 0                   | 1                     | 0                     | 27    | 1     | 0.04               |
| Lille O. S. C. Francia | 1.ª           | 2017-18       | 24    | 2     | 4                   | 1                   | —                     | —                     | 28    | 3     | 0.11               |
| Lille O. S. C. Francia | Total club    | Total club    | 47    | 3     | 7                   | 1                   | 1                     | 0                     | 55    | 4     | 0.07               |
| Brighton & Hove Albion F. C. Inglaterra | 1.ª           | 2018-19       | 28    | 0     | 6                   | 1                   | —                     | —                     | 34    | 1     | 0.03               |
| Brighton & Hove Albion F. C. Inglaterra | 1.ª           | 2019-20       | 22    | 1     | 1                   | 0                   | —                     | —                     | 23    | 1     | 0.04               |
| Brighton & Hove Albion F. C. Inglaterra | 1.ª           | 2020-21       | 36    | 1     | 3                   | 1                   | —                     | —                     | 39    | 2     | 0.05               |
| Brighton & Hove Albion F. C. Inglaterra | 1.ª           | 2021-22       | 26    | 1     | 2                   | 1                   | —                     | —                     | 28    | 2     | 0.07               |
| Brighton & Hove Albion F. C. Inglaterra | Total club    | Total club    | 112   | 3     | 12                  | 3                   | 0                     | 0                     | 124   | 6     | 0.05               |
| Tottenham Hotspur F. C. Inglaterra | 1.ª           | 2022-23       | 23    | 0     | 2                   | 0                   | 3                     | 0                     | 28    | 0     | 0                  |
| Tottenham Hotspur F. C. Inglaterra | 1.ª           | 2023-24       | 28    | 0     | 0                   | 0                   | —                     | —                     | 28    | 0     | 0                  |
| Tottenham Hotspur F. C. Inglaterra | 1.ª           | 2024-25       | 28    | 2     | 6                   | 0                   | 10                    | 0                     | 44    | 2     | 0.05               |
| Tottenham Hotspur F. C. Inglaterra | Total club    | Total club    | 79    | 2     | 8                   | 0                   | 13                    | 0                     | 100   | 2     | 0.02               |
| Total carrera | Total carrera | Total carrera | 238   | 8     | 27                  | 4                   | 14                    | 0                     | 279   | 12    | 0.04               |
| (1) Incluye datos de Copa de Francia, Copa de la Liga de Francia, Copa de la Liga (Inglaterra) y FA Cup. (2) No incluye goles en partidos amistosos. |               |               |       |       |                     |                     |                       |                       |       |       |                    |

### Selección nacional
Actualizado al último partido jugado el 9 de junio de 2022.
| Selección     | Año   | Eliminatorias | Eliminatorias | Eliminatorias | Continental | Continental | Continental | Mundial | Mundial | Mundial | Amistosos | Amistosos | Amistosos | Total | Total | Total  | Media goleadora |
| Selección     | Año   | Part.         | Goles         | Asist.        | Part.       | Goles       | Asist.      | Part.   | Goles   | Asist.  | Part.     | Goles     | Asist.    | Part. | Goles | Asist. | Media goleadora |
| ------------- | ----- | ------------- | ------------- | ------------- | ----------- | ----------- | ----------- | ------- | ------- | ------- | --------- | --------- | --------- | ----- | ----- | ------ | --------------- |
| Absoluta Mali |       |               |               |               |             |             |             |         |         |         |           |           |           |       |       |        |                 |
| 2015          | —     | —             | —             | 1             | 0           | 0           | —           | —       | —       | —       | —         | —         | 1         | 0     | 0     | 0      |                 |
| 2016          | 1     | 0             | 0             | 4             | 1           | 0           | —           | —       | —       | —       | —         | —         | 5         | 1     | 0     | 0,20   |                 |
| 2017          | 4     | 0             | 0             | 4             | 2           | 0           | —           | —       | —       | 1       | 0         | 0         | 9         | 2     | 0     | 0,20   |                 |
| 2018          | —     | —             | —             | 3             | 0           | 0           | —           | —       | —       | 1       | 0         | 0         | 4         | 0     | 0     | 0      |                 |
| 2022          | 2     | 0             | 0             | 6             | 0           | 0           | —           | —       | —       | —       | —         | —         | 8         | 0     | 0     | 0      |                 |
| Total         | 7     | 0             | 0             | 18            | 3           | 0           | 0           | 0       | 0       | 2       | 0         | 0         | 27        | 3     | 0     | 0,11   |                 |
| Total         | Total | 7             | 0             | 0             | 18          | 3           | 0           | 0       | 0       | 0       | 2         | 0         | 0         | 27    | 3     | 0      | 0,11            |

## Palmarés

### Títulos internacionales
| Título                 | Club                    | Sede   | Año  |
| ---------------------- | ----------------------- | ------ | ---- |
| Liga Europa de la UEFA | Tottenham Hotspur F. C. | Bilbao | 2025 |